# Raphaël Decius
Raphaël Decius, né le 4 mai 1978 à Paris, est un taekwondoïste français.
Il remporte la médaille de bronze dans la catégorie des moins de 67 kg aux Championnats d'Europe de taekwondo 2004.